# HD 133631
HD 133631，又名CD-48 9630，SAO 225456、HR 5617，是一颗恒星，视星等为5.77，位于銀經324.63，銀緯7.97，其B1900.0坐标为赤經15h 0m 28.2s，赤緯-48° 7.97′ 7″。